# Thyretarctia brunneoaurantiaca
Thyretarctia brunneoaurantiaca là một loài bướm đêm thuộc phân họ Arctiinae, họ Erebidae.